# Kisar (Indonésie)
Pour les articles homonymes, voir Kisar.

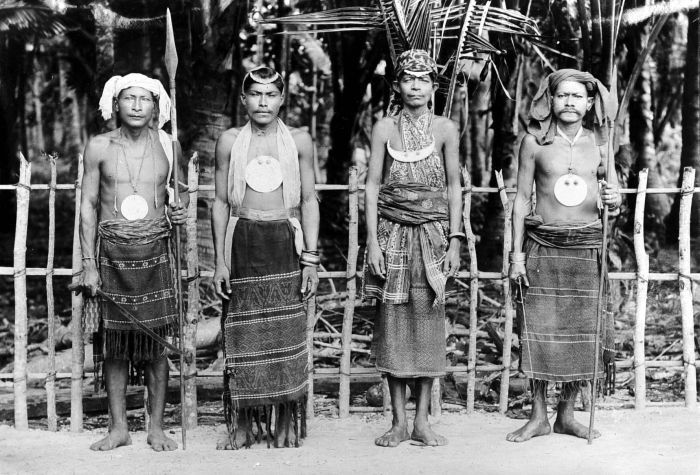
Habitants de Kisar à l'époque des Indes néerlandaises

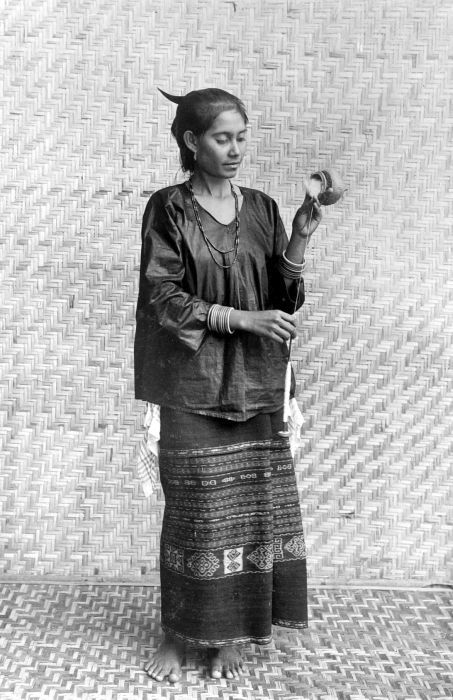
Femme de Kisar (1929)

Kisar est une île frontalière d'Indonésie située dans la province des Moluques, près de l'extrémité occidentale de l'île de Timor. Elle fait partie de l'archipel des îles Barat Daya.

## Langue
On parle à Kisar deux langues qui appartiennent à deux familles différentes : le kisar, qui est une langue austronésienne, et l'oirata, qui est une langue papoue.